# Glossotrophia ghirshmani
Glossotrophia ghirshmani là một loài bướm đêm trong họ Geometridae.